# Henrik Gyllenpistol
Henrik Gyllenpistol, före adlandet Richter, född 1614 i Stockholm, död i mars 1656 vid staden Plock i Polen, var en svensk militär.
Han var son till livmedikusen Johannes Richter (död 1618) och Eva Sabina von Wilsberg (död 1618). Han gifte sig 1640 med sin styvsyster Catharina Regina Bonnat (1620-1686) som var  dotter till generalmajor Bastian Bonnat (1570-1626). Paret fick sex barn varav sonen Carl Gyllenpistol blev militär och landshövding.
Han var page hos kung Gustaf II Adolf 1622 och blev student vid Uppsala universitet 1626. Han sökte sig därefter till krigsmakten där han blev ryttare vid Upplands ryttare 1631 och korpral där 1632. Han blev kornett 1636, löjtnant 1644 samt ryttmästare vid livregementet 1652. Han adlades 1646 och introducerades 1647 under nummer 347). Han blev dödad i mars 1656 vid staden Plock i Polen.